# غصم
غصم قرية في منطقة حوران تتبع محافظة درعا في سورية وتبعد عنها 30 كم كما تبعد عن (بصرى الشام) 8 كم، وعن قرية معربة 2 كم وقد اعتمدت على وادي الزيدي في تأمين مياه الشرب إضافة إلى بعض البرك القديمة.
تضم بعض المراكز الخدمية الصغيرة التي لم تُلبِّ طموح بعض أبنائها الذين آثروا السفر لدمشق والتنعم بكامل المقومات والخدمات وكامل عناصر العيش الرغيد مما تسبب في تدني نسبة الزيادات الحاصلة على عدد السكان إذ لا يزيد عددهم حاليًا عن خمسة آلاف نسمة وهذا الرقم يعتبر صغيرًا جدًا بالنسبة للريف الحوراني المشتهر بزيادة عدد أفراد قراه ومدنه.
وكان فيها الكثير من المسيحيين الذي هاجروا مع نهايات الستينات والسبعينات من القرن الماضي، يوجد بها مسجد وكنيسة محاذيان لبعضهما، يشاهد فيها آثارًا رومانية وبيزنطية إسلامية وخاصة في مركز البلدة القديمة كبقايا المساجد والأبنية والكنائس والآبار والقناة الرومانية التي تعد قمة في الفن الهندسي من حيث طريق الجريان وصولًا إلى المصب في بركة رومانية أيضًا وبالقرب من قرية غصم يمر الطريق الروماني القادم من بصرى إلى درعا كما تمر في قرية غصم السكة الحديدية الحديثة فضلاً عن المحطة العثمانية (فقد كانت تعرف محطة القطار في هذه القرية أيام الدولة العثمانية باسم محطة القاسم ولا تزال هذه المحطة موجودة إلى يومنا هذا وتحمل في أعلاها اسم المحطة على لوحة رخامية بيضاء) ومجموعة الخرب الأثرية التي تعرض معظمها للهدم بسبب التوسع العمراني الحديث.
ويجدر بالذكر ان القرية قامت باستقبال أعداد هائلة من النازحين من القرى المجاورة (قرية معربة) .
عدد سكان القرية 4000 بالإضافة إلى آلاف النازحين من القرى المجاورة.

## تاريخيا
تعتبر القرية من أهم قرى درعا من الناحية التاريخية حيث يوجد فيها آثار قديمة منذ أيام العثمانيين.

## وصلات خارجية
- موقع غصم على الويكيمابيا